# Уэд-Зем
Уэд-Зем (араб. وادي زم‎) — город в Марокко, расположен в области Шавия-Уардига.

## Географическое положение
Центр города располагается на высоте 760 метров над уровнем моря.

## Демография
Население города по годам:
| 1982   | 2004   | 2012   |
| ------ | ------ | ------ |
| 58 744 | 83 970 | 91 231 |

## Транспорт
Ближайший аэропорт расположен в городе Бени-Меллаль.